# Џоели Ричардсон
Џоели Ким Ричардсон (енгл. Joely Kim Richardson; Лондон, 9. јануар 1965) британска је глумица. Позната је по улози Џулије Макнамаре у серији Режи ме (2003—2010) и Катарине Пар у серији Тјудори (2010). Такође је глумила у филмовима као што су: 101 далматинац (1996), Коначни хоризонт (1997), Патриота (2000), Анонимус (2011), Мушкарци који мрзе жене (2011), Издаја (2018) и Окретај завртња (2020).

## Детињство и младост
Рођена је 9. јануара 1965. године у Лондону. Ћерка је глумице Ванесе Редгрејв и редитеља Тонија Ричардсона. Њена сестра Наташа Ричардсон такође је била глумица.

## Филмографија

### Филм
| Улоге  |                         |               |                         |          |
| Година | Српски назив            | Изворни назив | Улога                   | Напомена |
| 1996.  | 101 далматинац          |               | Анита Кембел Грин Дирли |          |
| 1997.  | Коначни хоризонт        |               | поручник Старк          |          |
| 2000.  | Патриота                |               | Шарлот Селтон           |          |
| 2011.  | Анонимус                |               | млада Елизабета I        |          |
| 2011.  | Мушкарци који мрзе жене |               | Анита Вангер            |          |
| 2012.  | Црвена светла           |               | Моника Хандсен          |          |
| 2014.  | Вампирска академија     |               | Татјана Ивашков         |          |
| 2016.  | Сноуден                 |               | Џанин Гибсон            |          |
| 2018.  | Издаја                  |               | Нина Јегорова           |          |
| 2020.  | Окретај завртња         |               | Дарла                   |          |
| 2022.  | Љубавник леди Четерли   |               | госпођа Болтон          |          |

### Телевизија
| Улоге      |              |               |                  |                                     |
| Година     | Српски назив | Изворни назив | Улога            | Напомена                            |
| 1989.      | Поаро        |               | Џоана Фарли      | 1 епизода                           |
| 2003—2010. | Режи ме      |               | Џулија Макнамара | главна улога; 72 епизоде            |
| 2010.      | Тјудори      |               | Катарина Пар     | главна улога (4. сезона); 5 епизода |
| 2020—2022. | Црна листа   |               | Касандра Бјанки  | 2 епизоде                           |